# Дръм енд бейс
Дръм енд бейс (на английски: drum and bass /ˈdrʌm ənd ˈbeɪs/ е поджанр на и ди ем, който води началото си от края 1980-те. Характеризира се с бързо темпо (обикновено между 160 и 180 удара в минута) и дълги бас линии. Заражда се първо на английската сцена, в ранните години на 1990-те.
В края на 80-те и началото на 90-те, растящата клубна култура ражда нов електронен музикален стил, наричащ се acid house, който комбинира разчупени бийтове (broken beats), силни бас линии и темпо, по-бързо от хаус музиката. От 1991 г., песните създадени по този начин, стават известни като jungle, който се превръща в нов музикален жанр (1991 – 1992 г.).
Тези песни често комбинират реге вокали с разчупен ритъм и бас линии. През 1994 г. jungle добива популярност и събира много фенове (познати като junglists).
Стилът навлиза бързо в ежедневието чрез нощните клубове, радиото и телевизията (1995-1997 г).